# 太平 (呉)
太平（たいへい）は、呉の廃帝会稽王孫亮の治世に行われた元号。256年 - 258年。

## 出来事
- 元年9月：孫峻死去。孫綝（そんちん）が権力を掌握。
- 元年10月：五鳳3年を太平と改元。
- 3年9月：孫綝、孫亮を廃して会稽王とし、孫休を皇帝に擁立。
- 3年10月：永安と改元。

## 西暦・干支との対照表
| 太平 | 元年  | 2年   | 3年   |
| 西暦 | 256年 | 257年 | 258年 |
| 干支 | 丙子  | 丁丑  | 戊寅  |

## 他元号との対照表
| 太平 | 元年   | 2年    | 3年    |
| 魏   | 甘露元 | 甘露2  | 甘露3  |
| 蜀   | 延熙19 | 延熙20 | 景耀元 |